# Пискунов, Максим Александрович
Максим Александрович Пискунов (род. 10 октября 1997) - российский трековый велогонщик, выступающий за команду Marathon-Tula.

## Достижения

### Трек
2016
Чемпионат России
 1-й в мэдисоне 200 кругов (с Сергеем Ростовцевым)
 1-й в многодневной гонке парами (с Сергеем Ростовцевым)
 2-й в командной гонке преследования 4000 м (с Андреем Простокишиным, Сергеем Ростовцевым и Максимом Суховым)
 3-й в омниуме
2017
Чемпионат России
 1-й в мэдисоне (с Денисом Некрасовым)
 3-й в омниуме
 3-й в многодневной гонке
Чемпионат Европы по велоспорту на треке
 2-й в гонке с выбыванием